# 刺尖荆芥
刺尖荆芥（学名：Nepeta pungens）为唇形科荆芥属下的一个种。

## 扩展阅读
- 維基物種上的相關：刺尖荆芥